# Richard Kuenzer

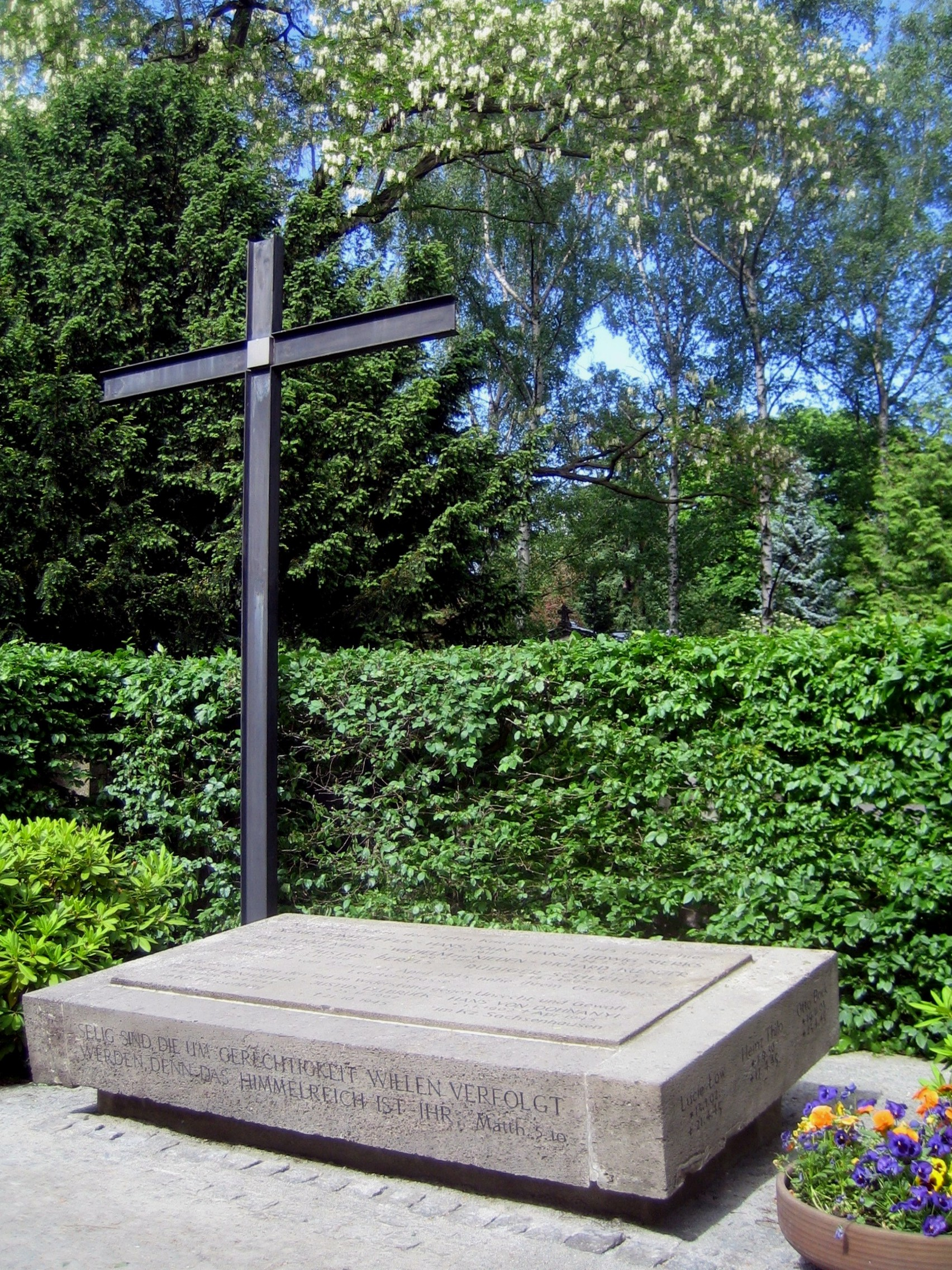
Grab Richard Kuenzers und anderer auf dem Dorotheenstädtischen Friedhof

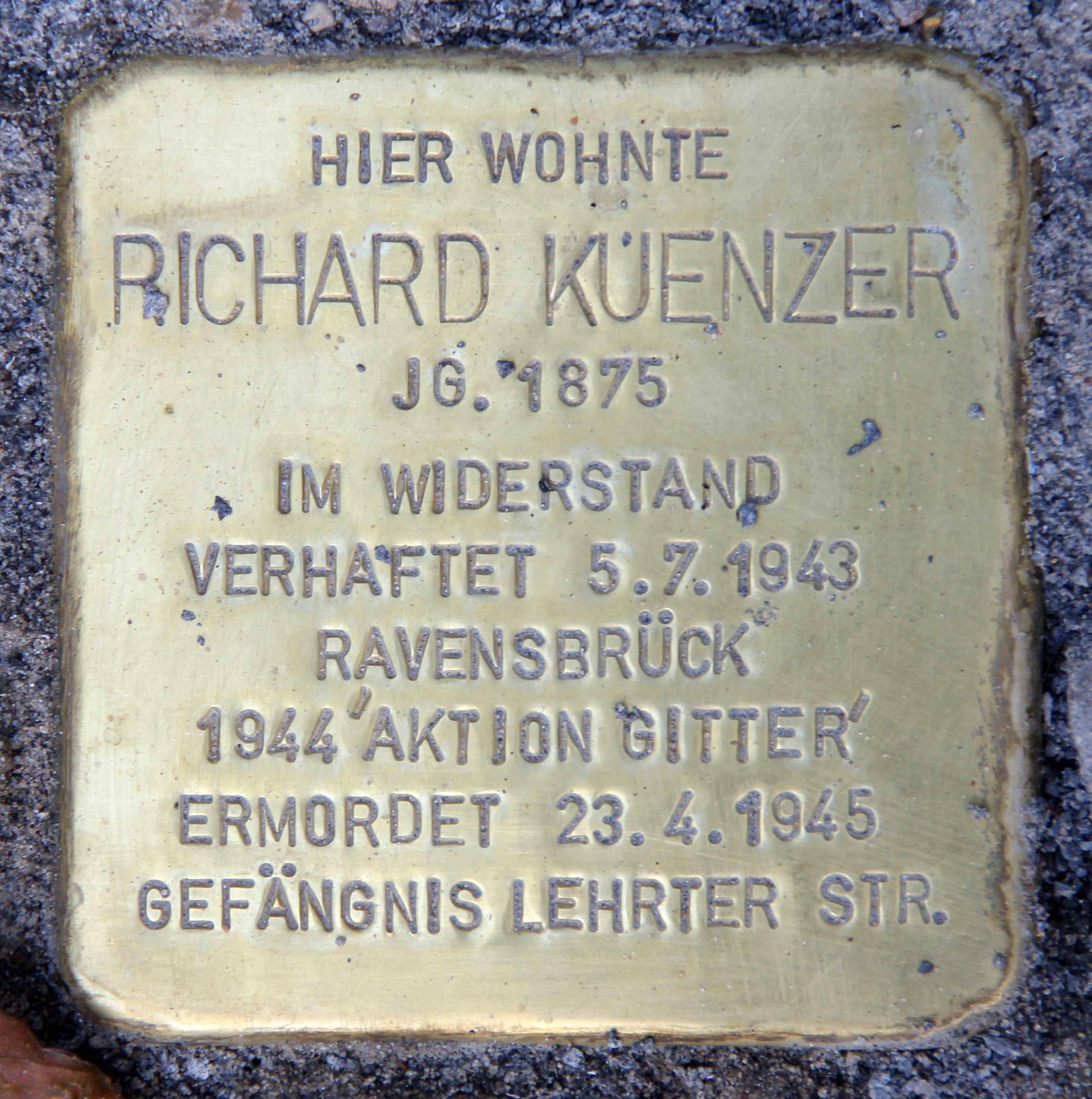
Stolperstein vor seinem ehemaligen Wohnort, Ulmenallee 29, in Berlin-Westend

Richard Kuenzer (* 6. September 1875 in Freiburg im Breisgau; † 23. April 1945 in Berlin) war ein deutscher Jurist und Diplomat. Er engagierte sich im Widerstand gegen den Nationalsozialismus und wurde 1945 ermordet.

## Leben
Richard Kuenzer war Sohn des Freiburger Fabrikanten Heinrich Kuenzer. 1893 legte er in Freiburg das Abitur ab. Anschließend diente er als Einjährig-Freiwilliger, bevor er 1895 mit dem Studium der Rechtswissenschaften begann und dieses 1898 in Freiburg abschloss. Es folgte eine Anstellung im Justizdienst des Großherzogtums Baden, ehe er 1902 Anwärter für die konsularische Laufbahn im Auswärtigen Amt wurde. Im Jahr 1903 schloss er seine Promotion in Freiburg ab, von 1904 bis 1914 wirkte er an den Konsulaten in Paris, Kapstadt und Sansibar. Im Ersten Weltkrieg war er ein Jahr beim Militär und nach einer kurzen Zeit als Wahlkonsul in Lugano, schließlich Konsul in Drama (Makedonien). Dort kam er in britische Kriegsgefangenschaft, aus der er Ende 1919 entlassen wurde. Es schloss sich bis November 1921 eine Tätigkeit als Referatsleiter im Auswärtigen Amt an, der die Leitung des Konsulates in Innsbruck folgte. Am 9. September 1923 wurde Richard Kuenzer in den einstweiligen Ruhestand versetzt.
Ab 1925 war er Mitherausgeber der Tageszeitung Germania, die der Zentrumspartei, deren Mitglied er war, nahestand. Am 18. Juli 1933 wurde Richard Kuenzer in den endgültigen Ruhestand versetzt.
Ende der 1930er Jahre kam er in Kontakt mit Widerstandsgruppen gegen das NS-Regime, so mit dem Berliner Solf-Kreis. Der in den Solf-Kreis von der Gestapo eingeschleuste Spitzel Paul Reckzeh sorgte für Kuenzers Verhaftung, später kam seine Inhaftierung im Konzentrationslager Ravensbrück.
Am 14. Dezember 1944 folgte für Kuenzer „wegen Beteiligung an den Vorgängen, die mit dem Attentat auf Adolf Hitler am 20. Juli 1944 in Zusammenhang stehen“ die Ausstoßung aus dem Ruhestandsbeamtenverhältnis. In der Nacht vom 22. auf den 23. April 1945 wurde er mit 15 weiteren Gefangenen des Zellengefängnis Lehrter Straße – u. a. Klaus Bonhoeffer, Wilhelm zur Nieden und Rüdiger Schleicher – von einem Sonderkommando des Reichssicherheitshauptamts in Berlin durch Genickschuss ermordet.

## Gedenken
- Die katholische Kirche hat Dr. Richard Kuenzer im Jahr 1999 als Blutzeugen in das Deutsche Martyrologium des 20. Jahrhunderts aufgenommen.
- Am 9. August 2014 wurde vor seinem ehemaligen Wohnort, Berlin-Westend, Ulmenallee 29, ein Stolperstein verlegt.
- In seiner Geburtsstadt Freiburg ist eine Straße nach ihm benannt.
- Am 5. November 2021 wurde vor dem ehemaligen deutschen Außenministerium, Berlin-Mitte, Wilhelmstraße 92, ein Stolperstein für ihn verlegt.